# Annie Jennings
Annie Jennings (nascida Thomas) (12 de novembro de 1884 – 20 de novembro de 1999) foi uma supercentenária britânica, que aos 115 anos de 8 dias, era a segunda pessoa viva mais velha do mundo depois de Sarah Knauss.
Jennings nasceu em Chesterfield, Derbyshire onde ela comemorou seu 114.º aniversário. Ela se tornou a pessoa mais velha no Reino Unido após a morte de Lucy Jane Askew em 9 de dezembro de 1997. Jennings deteve o título há quase dois anos e foi sucedido por Eva Morris, como a pessoa mais velha do Reino Unido. Ela trabalhou como professora, nunca teve filhos, ela é a segunda pessoa mais velha do Reino Unido, apenas ultrapassada por Charlotte Hughes.
Jennings não gostava de estar no Guinness World Records. Jennings foi a última pessoa viva nascida em 1884.